# 拉讷维尔迪博斯克
拉讷维尔迪博斯克（法語：La Neuville-du-Bosc，法語發音：[la nøvil dy bɔsk]）是法国厄尔省的一个市镇，属于贝尔奈区。

## 地理
拉讷维尔迪博斯克（49°11'35"N, 0°48'46"E）面积14.45 平方千米，位于法国诺曼底大区厄尔省，该省份为法国北部内陆省份，北起滨海塞纳省，西接奧恩省和卡爾瓦多斯省，南至厄尔-卢瓦省，东临瓦兹省、瓦兹河谷省和伊夫林省。
与拉讷维尔迪博斯克接壤的市镇（或旧市镇、城区）包括：博罗贝尔、卡勒维尔、埃佩加尔、勒博斯克迪泰伊、阿库尔、拉艾德卡勒维尔、圣保罗德富尔克。
拉讷维尔迪博斯克的时区为UTC+01:00、UTC+02:00（夏令时）。

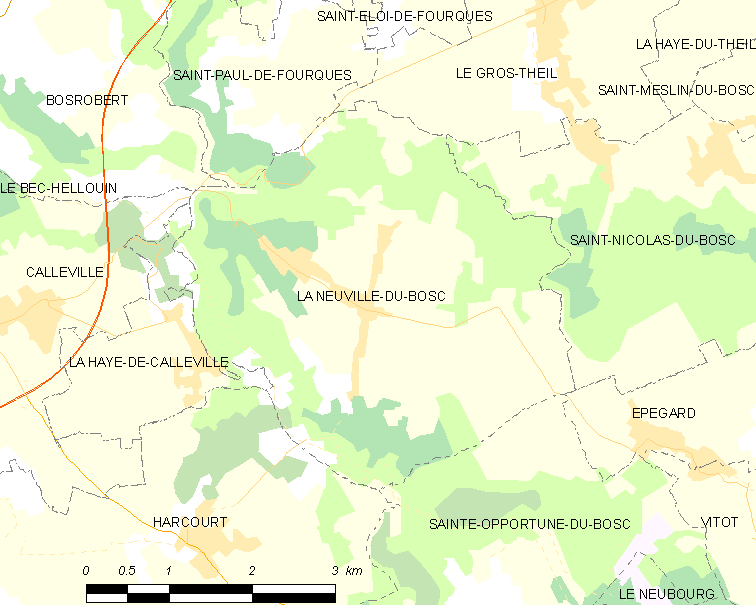
拉讷维尔迪博斯克的OSM定位图

## 行政
拉讷维尔迪博斯克的邮政编码为27890，INSEE市镇编码为27432。

## 政治
拉讷维尔迪博斯克所属的省级选区为布里奥讷县。

## 人口

1962-2008年间拉讷维尔迪博斯克人口变化图示

拉讷维尔迪博斯克于2022年1月1日时的人口数量为713人。